# Timonius morobensis
Timonius morobensis är en måreväxtart som beskrevs av Steven P. Darwin. Timonius morobensis ingår i släktet Timonius och familjen måreväxter. Inga underarter finns listade i Catalogue of Life.